# Semur-en-Vallon
Semur-en-Vallon est une commune française, située dans le département de la Sarthe en région Pays de la Loire, peuplée de 432 habitants (les Semurois).
La commune fait partie de la province historique du Maine, et se situe dans le Haut-Maine.

## Géographie
Semur-en-Vallon est un village sarthois situé à 40 km à l'est du Mans dans la région naturelle du Perche.

### Communes limitrophes
| Montreuil-le-Chétif | Lavaré          | Vibraye                        |
| Dollon              | Semur-en-Vallon | Berfay                         |
|                     | Coudrecieux     | Montaillé, Conflans-sur-Anille |

### Hydrographie
La commune est traversée par la Longuève, ruisseau affluent du Dué.

### Climat
Pour des articles plus généraux, voir Climat des Pays de la Loire et Climat de la Sarthe.
En 2010, le climat de la commune est de type climat océanique dégradé des plaines du Centre et du Nord, selon une étude du CNRS s'appuyant sur une série de données couvrant la période 1971-2000. En 2020, Météo-France publie une typologie des climats de la France métropolitaine dans laquelle la commune est exposée à un climat océanique altéré et est dans la région climatique  Moyenne vallée de la Loire, caractérisée par une bonne insolation (1 850 h/an) et un été peu pluvieux. 
Pour la période 1971-2000, la température annuelle moyenne est de 10,4 °C, avec une amplitude thermique annuelle de 14,2 °C. Le cumul annuel moyen de précipitations est de 763 mm, avec 11,9 jours de précipitations en janvier et 7,6 jours en juillet. Pour la période 1991-2020, la température moyenne annuelle observée sur la station météorologique de Météo-France la plus proche, sur la commune du Luart à 7 km à vol d'oiseau, est de 12,0 °C et le cumul annuel moyen de précipitations est de 686,4 mm,. Pour l'avenir, les paramètres climatiques de la commune estimés pour 2050 selon différents scénarios d'émission de gaz à effet de serre sont consultables sur un site dédié publié par Météo-France en novembre 2022.

## Urbanisme

### Typologie
Au 1er janvier 2024, Semur-en-Vallon est catégorisée commune rurale à habitat dispersé, selon la nouvelle grille communale de densité à sept niveaux définie par l'Insee en 2022.
Elle est située hors unité urbaine et hors attraction des villes,.

### Occupation des sols
L'occupation des sols de la commune, telle qu'elle ressort de la base de données européenne d’occupation biophysique des sols Corine Land Cover (CLC), est marquée par l'importance des forêts et milieux semi-naturels (49,2 % en 2018), en augmentation par rapport à 1990 (48,4 %). La répartition détaillée en 2018 est la suivante : 
forêts (47,3 %), prairies (26,5 %), terres arables (20,6 %), zones urbanisées (3,7 %), milieux à végétation arbustive et/ou herbacée (1,9 %). L'évolution de l’occupation des sols de la commune et de ses infrastructures peut être observée sur les différentes représentations cartographiques du territoire : la carte de Cassini (XVIIIe siècle), la carte d'état-major (1820-1866) et les cartes ou photos aériennes de l'IGN pour la période actuelle (1950 à aujourd'hui).

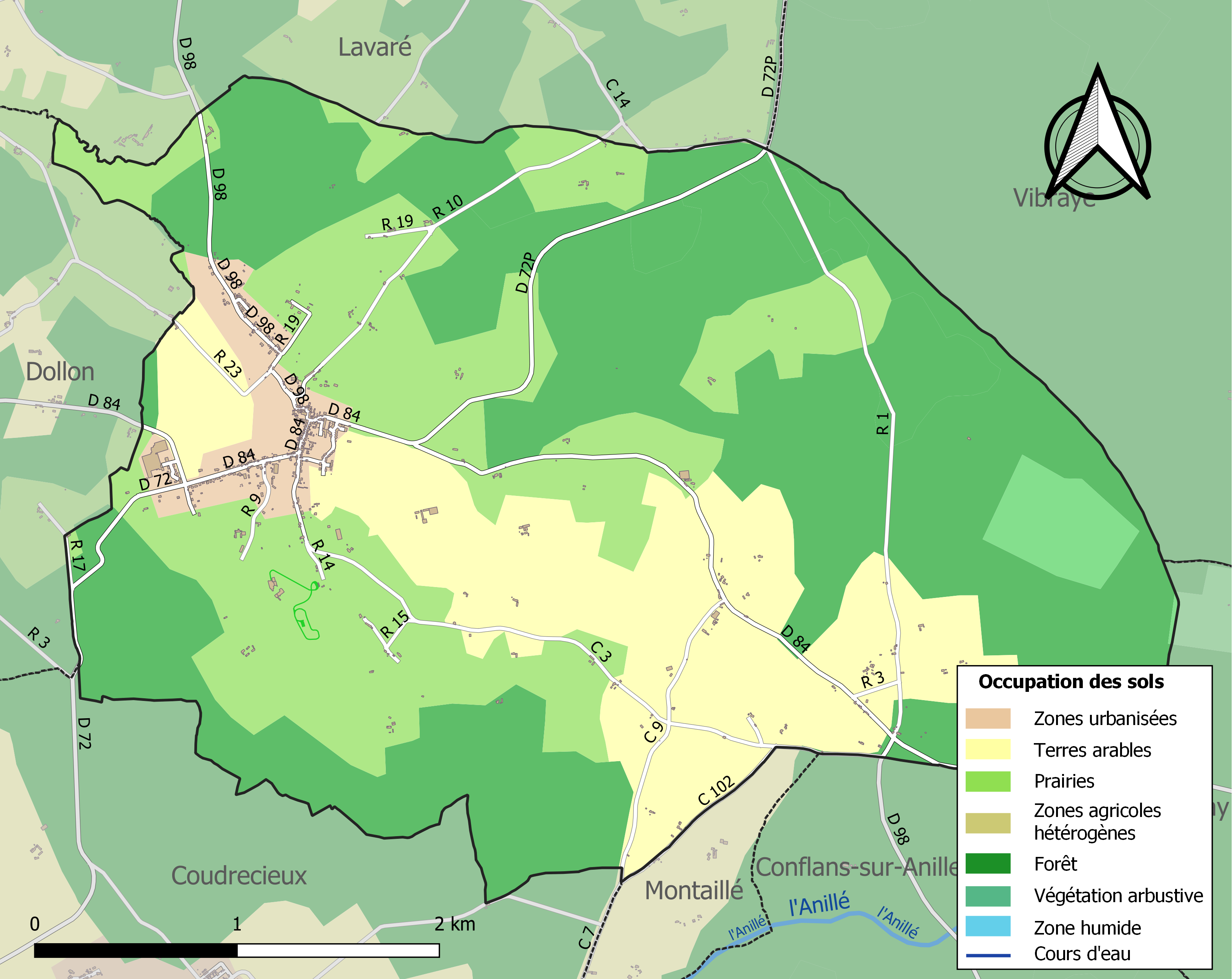
Carte des infrastructures et de l'occupation des sols de la commune en 2018 (CLC).

## Toponymie
Attestée sous la forme Sinemurum en 518.
Du latin sine muro, « sans mur » d'enceinte.

## Politique et administration

### Liste des maires
| Période                                  | Période   | Identité       | Étiquette | Qualité              |
| ---------------------------------------- | --------- | -------------- | --------- | -------------------- |
| Les données manquantes sont à compléter. |           |                |           |                      |
| (avant 1981)                             | ?         | Robert Pottier |           |                      |
| (avant 2001)                             | mars 2008 | Daniel Gonsard |           |                      |
| mars 2008                                | mai 2020  | Alain Carreau  | SE        | Agriculteur retraité |
| mai 2020                                 | En cours  | Yvan Bosnyak   | SE        | Agent de maîtrise    |

### Jumelages
- Wagenfeld (Allemagne).

## Population et société

### Démographie
L'évolution du nombre d'habitants est connue à travers les recensements de la population effectués dans la commune depuis 1793. Pour les communes de moins de 10 000 habitants, une enquête de recensement portant sur toute la population est réalisée tous les cinq ans, les populations de référence des années intermédiaires étant quant à elles estimées par interpolation ou extrapolation. Pour la commune, le premier recensement exhaustif entrant dans le cadre du nouveau dispositif a été réalisé en 2005.
En 2022, la commune comptait 432 habitants, en évolution de −2,7 % par rapport à 2016 (Sarthe : −0,25 %, France hors Mayotte : +2,11 %).
| 1793 | 1800 | 1806 | 1821 | 1831  | 1836  | 1841  | 1846  | 1851 |
| ---- | ---- | ---- | ---- | ----- | ----- | ----- | ----- | ---- |
| 541  | 658  | 650  | 865  | 1 018 | 1 015 | 1 042 | 1 027 | 963  |

| 1856  | 1861 | 1866 | 1872 | 1876 | 1881 | 1886 | 1891 | 1896 |
| ----- | ---- | ---- | ---- | ---- | ---- | ---- | ---- | ---- |
| 1 000 | 931  | 945  | 892  | 950  | 896  | 851  | 844  | 869  |

| 1901 | 1906 | 1911 | 1921 | 1926 | 1931 | 1936 | 1946 | 1954 |
| ---- | ---- | ---- | ---- | ---- | ---- | ---- | ---- | ---- |
| 822  | 808  | 779  | 673  | 677  | 662  | 579  | 523  | 517  |

| 1962 | 1968 | 1975 | 1982 | 1990 | 1999 | 2005 | 2006 | 2010 |
| ---- | ---- | ---- | ---- | ---- | ---- | ---- | ---- | ---- |
| 451  | 402  | 413  | 438  | 429  | 441  | 472  | 473  | 455  |

| 2015 | 2020 | 2022 | - | - | - | - | - | - |
| ---- | ---- | ---- | - | - | - | - | - | - |
| 439  | 438  | 432  | - | - | - | - | - | - |

### Associations
- La Compagnie du chemin de fer de Semur-en-Vallon (CCFSV) près du plan d'eau.
- Le musée de la Paix, lieu historique.
- Le Twirling semurois qui regroupe un grand nombre de jeunes filles de la commune et des communes voisines et qui participe à des concours.
- L'Amicale semuroise qui organise la fête de la Braise lors de la Saint-Jean dans l'allée du château. Les randonnées VTT et pédestres de la Semuroise en juin qui permettent à environ 600 personnes de découvrir le village.

### Sports
- Le cross Courons à Semur en juillet.
- Courses cyclistes en octobre.

## Économie
La plus grande entreprise est Métaseval qui emploie une bonne partie de la population du village et des alentours.

## Culture locale et patrimoine

### Lieux et monuments
Le village de Semur-en-Vallon propose un train touristique qui permet de voyager le temps d'une après-midi dans la campagne semuroise et de renouer avec le temps des petits trains d'autrefois.
- Le château de Semur-en-Vallon (XVe/XVIe siècles), ouvert pendant les Journées du patrimoine.

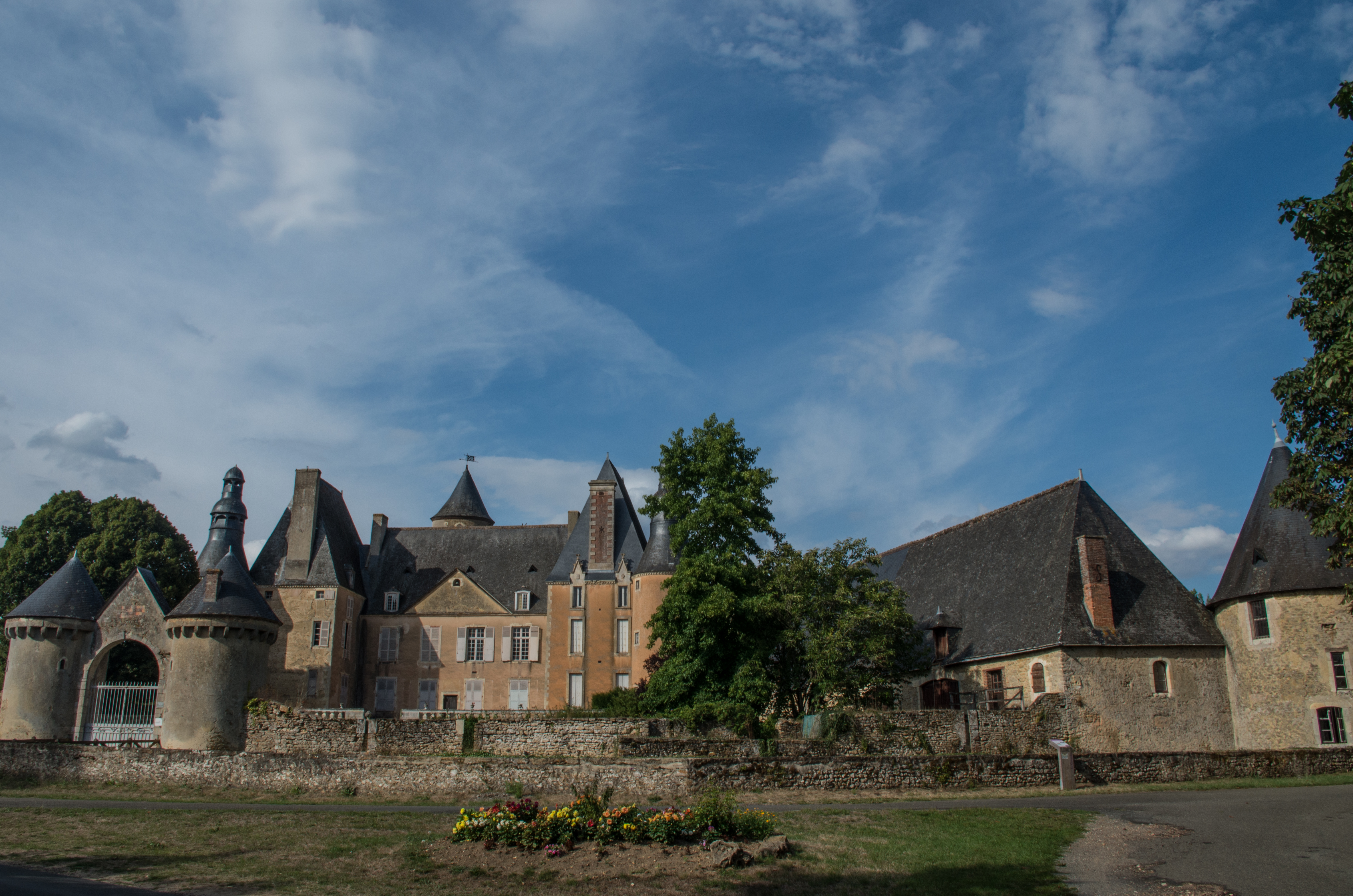
Façade du château.
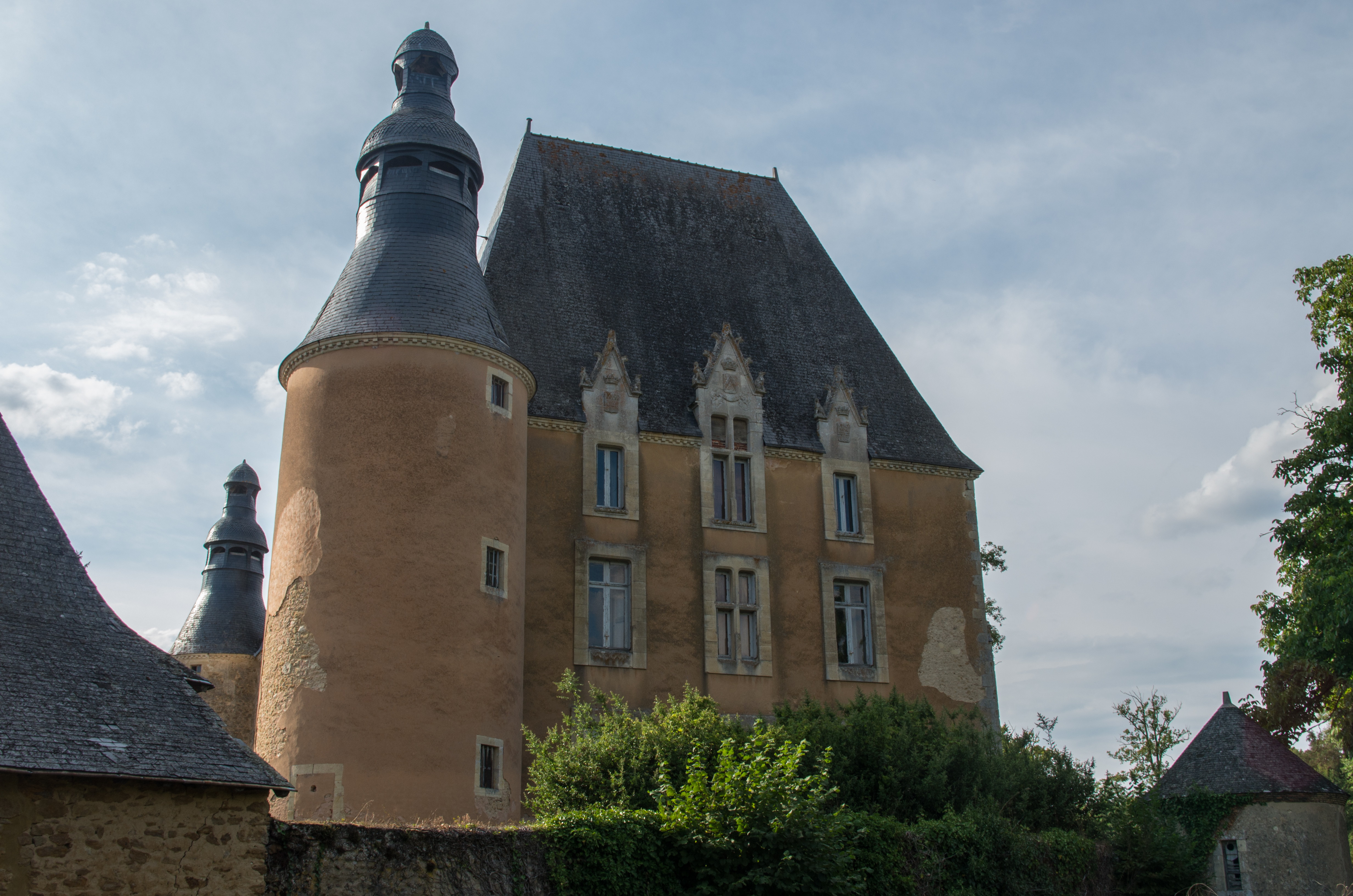
Vue latérale du château.
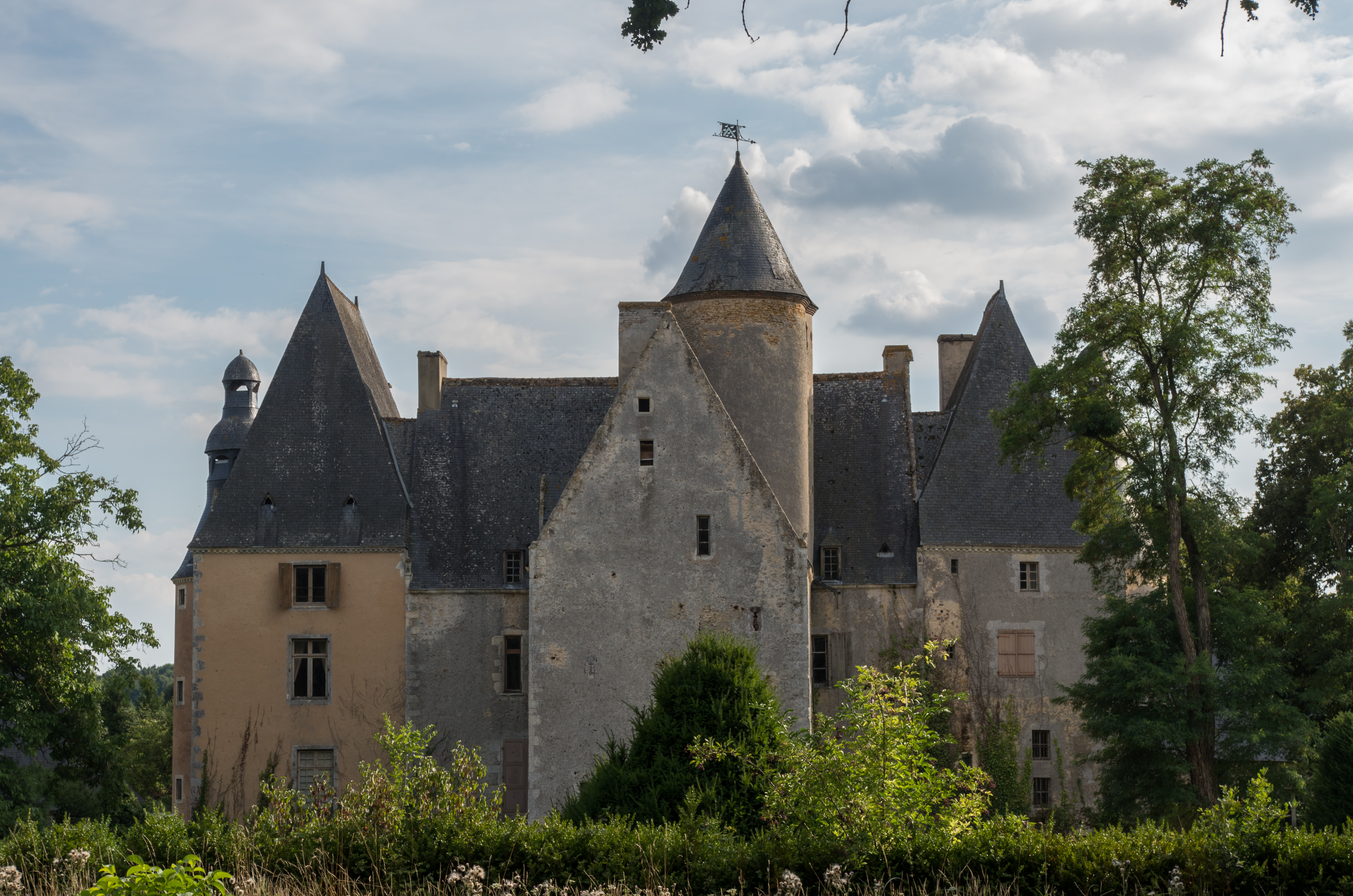
Vue arrière du château.
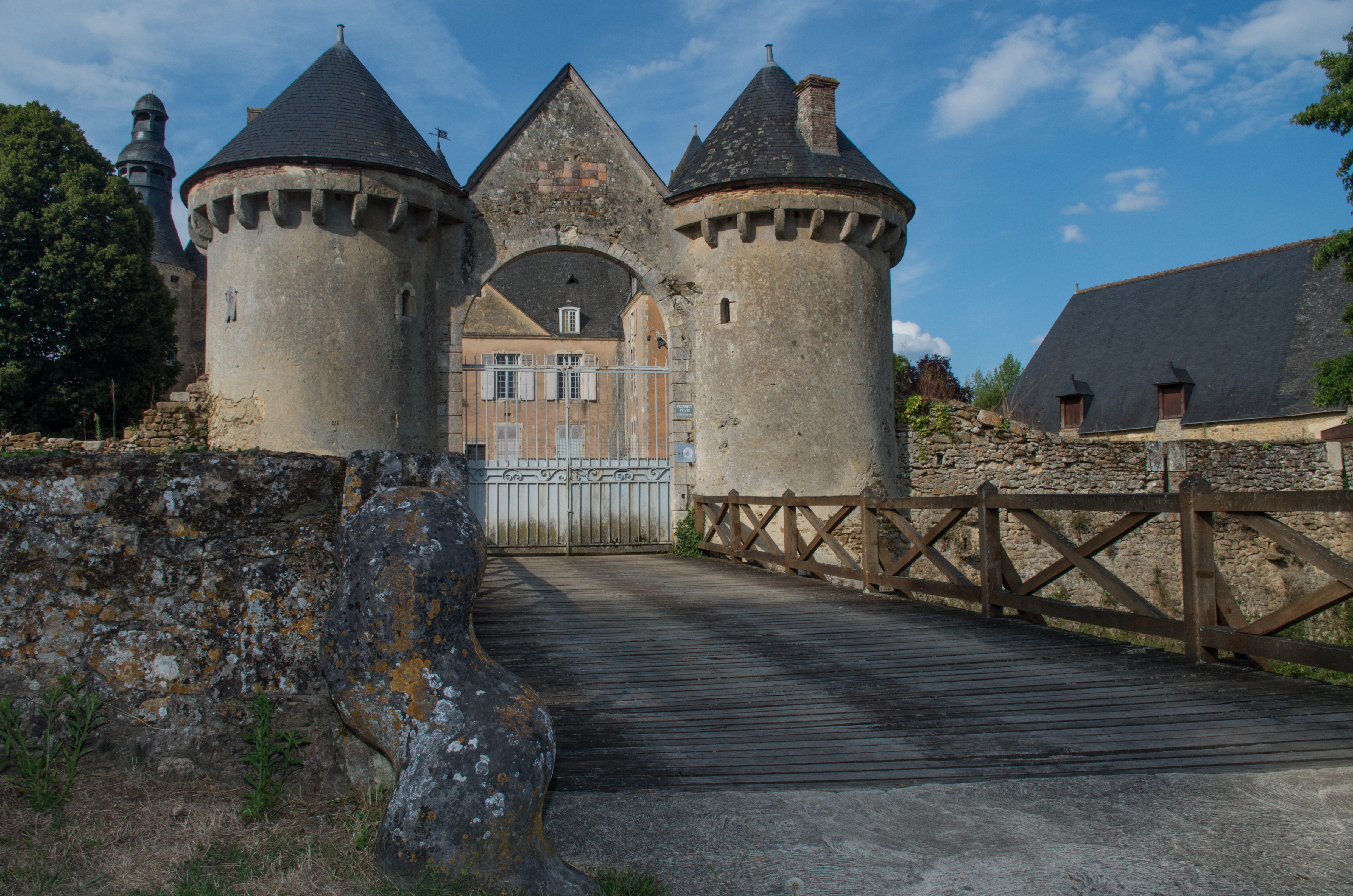
Porche du château.

- Le musée de la Paix.
- L'église Saint-Martin.
- La chapelle Sainte-Barbe, ouverte lors des journées du patrimoine.

### Personnalités liées à la commune
- Louis Marie Joseph d'Aumont (1809-1888), 10e et dernier duc d'Aumont et de Villequier, explorateur de l'Egypte, châtelain de Semur, mort et inhumé au Caire : son légataire universel, Aristide Gavillot, lui fait ériger un mausolée inspiré du style égyptien dans le cimetière de Semur où sa dépouille ne sera finalement jamais transférée et où repose ledit Gavillot depuis 1912[20].
- Valéry Giscard d'Estaing, 3e Président de la Ve République française (1974-1981) : le 24 avril 1976, Semur-en-Vallon fut le lieu de son huitième « dîner chez les Français » du septennat[21].

### articles connexes
- Liste des communes de la Sarthe